# San Juan Atepec
San Juan Atepec es una localidad del estado mexicano de Oaxaca. Es cabecera del municipio de San Juan Atepec.

## Demografía
| Censo | Población |
| ----- | --------- |
| 1900  | 1126      |
| 1910  | 1290      |
| 1921  | 1331      |
| 1930  | 1274      |
| 1940  | 1510      |
| 1950  | 1735      |
| 1960  | 1928      |
| 1970  | 2018      |
| 1980  | 1516      |
| 1990  | 1823      |
| 1995  | 1510      |
| 2000  | 1438      |
| 2005  | 1284      |
| 2010  | 1479      |
| 2020  | 1401      |